# Let the Good Times Roll
| 전문가 평가                           | 전문가 평가 |
| 평가 점수                             | 평가 점수   |
| 출처                                  | 점수        |
| ------------------------------------- | ----------- |
| AllMusic                              | [ 1 ]       |
| Artistdirect                          | [ 2 ]       |
| The Penguin Guide to Blues Recordings | [ 3 ]       |

《Let the Good Times Roll: The Music of Louis Jordan》은 1999년 10월 5일에 발매된 미국의 블루스 음악가 B.B. 킹의 서른일곱 번째 스튜디오 음반이다. 이 음반은 재즈 색소폰 연주자이자 가수인 루이스 조던을 위한 헌정 음반이며, 전적으로 조던이 작사, 작곡하거나 공연한 곡들의 커버로 구성되어 있다. 이 음반은 1999년 MCA 레코드에서 발매되었다.
킹뿐만 아니라, 이 음반에는 닥터 존, 얼 파머, 레이 찰스의 밴드 멤버들을 포함한 다른 재즈 및 블루스 음악가들이 등장한다.

## 배경
킹은 조던에 관해 "그는 빅밴드나 스윙 시대에 리듬 앤 블루스라는 음악으로 처음 성공을 거뒀다"며 "그는 사상 첫 래퍼이기도 했고, 그의 랩과 라임은 사람들을 웃겼지만 무엇보다 사람들을 춤추고 싶어 메추리도록 만들었다"고 평한다.

## 평가
미국에서는 빌보드 200에 진입하지는 못했지만 빌보드 블루스 음반 차트에서는 2위에 올랐다. 뉴질랜드 음반 차트에서는 합계 3주 톱40에 진입해 최고 29위를 기록했다.
스티븐 토마스 얼와인은 올뮤직에서 5점 만점에 4점을 주고 "킹은 조던처럼 거칠고 열렬한 작품을 낸 적은 없지만 조던에 대한 은의는 음반 첫 번째 곡에서 명백히 드러납니다. 이상하게도 킹은 이 음반에서 그다지 기타를 연주하지 않고 보컬 및 밴드와의 대화에 집중하고 있습니다. 기타 솔로는 여느 때처럼 부드럽고 맛이 깊지만 초점은 항상 보컬에 맞춰져 있습니다."라고 평했다. 제43회 그래미 어워드에서는 〈Is You Is Or Is You Ain't My Baby〉가 닥터 정과의 연명으로 최우수 팝 콜라보레이션상을 수상했다.

## 곡 목록
| #   | 제목                                                        | 작사·작곡                             | 재생 시간 |
| --- | ----------------------------------------------------------- | ------------------------------------- | --------- |
| 1.  | 〈Ain't Nobody Here But Us Chickens〉                       | 조앤 휘트니 크레이머, 알렉스 크레이머 | 2:51      |
| 2.  | 〈Is You Is or Is You Ain't My Baby〉                       | 빌리 오스틴, 루이스 조던              | 3:22      |
| 3.  | 〈Beware, Brother, Beware〉                                 | 딕 애덤스, 모리 라스코, 조던          | 3:07      |
| 4.  | 〈Somebody Done Changed the Lock on My Door〉               | 케이시 빌 웰던                        | 3:28      |
| 5.  | 〈Ain't That Just Like a Woman (They'll Do It Every Time)〉 | 클로드 디미트리어스, 조던             | 3:30      |
| 6.  | 〈Choo Choo Ch'Boogie〉                                     | 본 호튼, 덴버 달링, 밀트 가블러       | 2:37      |
| 7.  | 〈Buzz Me〉                                                 | 대니 백스터, 조던                     | 2:52      |
| 8.  | 〈Early in the Mornin'〉                                    | 조던, 레오 힉먼, 댈러스 바틀리        | 4:47      |
| 9.  | 〈I'm Gonna Move to the Outskirts of Town〉                 | 앤디 라자프, 웰던                     | 4:49      |
| 10. | 〈Jack, You're Dead〉                                       | 딕 마일스, 월터 비숍                  | 2:09      |
| 11. | 〈Knock Me a Kiss〉                                         | 마이크 잭슨, 라자프                   | 2:40      |
| 12. | 〈Let the Good Times Roll〉                                 | 조던, 샘 시어드                       | 2:39      |
| 13. | 〈Caldonia〉                                                | 조던                                  | 2:17      |
| 14. | 〈It's a Great, Great Pleasure〉                            | 조던, 윌리엄 테니슨 주니어            | 2:38      |
| 15. | 〈Rusty Dusty Blues (Mama Mama Blues)〉                     | J. 메이요 윌리엄스                    | 4:17      |
| 16. | 〈Sure Had a Wonderful Time Last Night〉                    | 디미트리어스, 조던                    | 3:07      |
| 17. | 〈Saturday Night Fish Fry〉                                 | 엘리스 월시, 조던                     | 4:24      |
| 18. | 〈Nobody Knows You When You're Down and Out〉               | 지미 콕스                             | 4:34      |